# Wasserminze
Die Wasserminze (Mentha aquatica), auch Bachminze  oder Fischminze genannt, ist eine Pflanzenart aus der Gattung der Minzen (Mentha) innerhalb der Familie der Lippenblütler (Lamiaceae). Sie kommt in weiten Gebieten Europas vor.

## Beschreibung

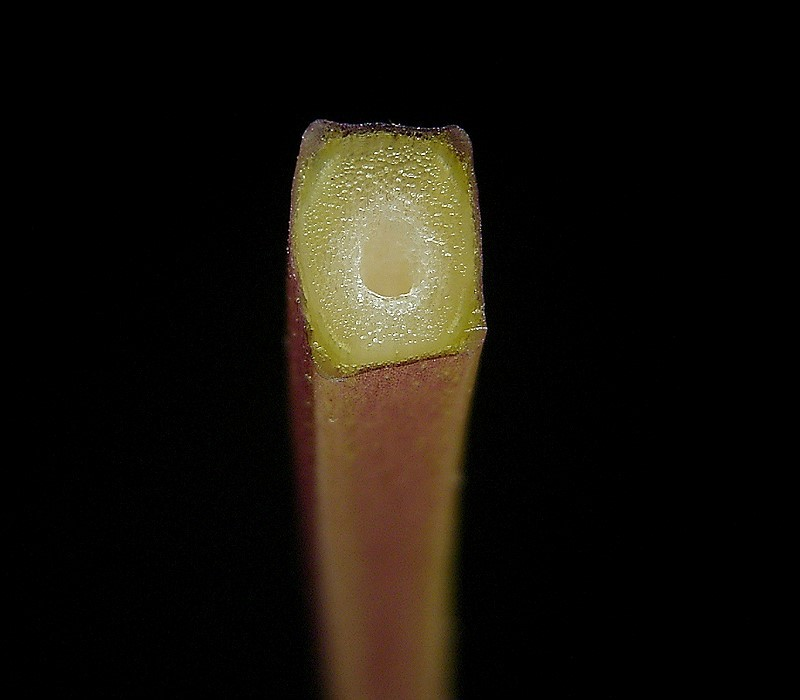
Querschnitt eines vierkantigen Stängels

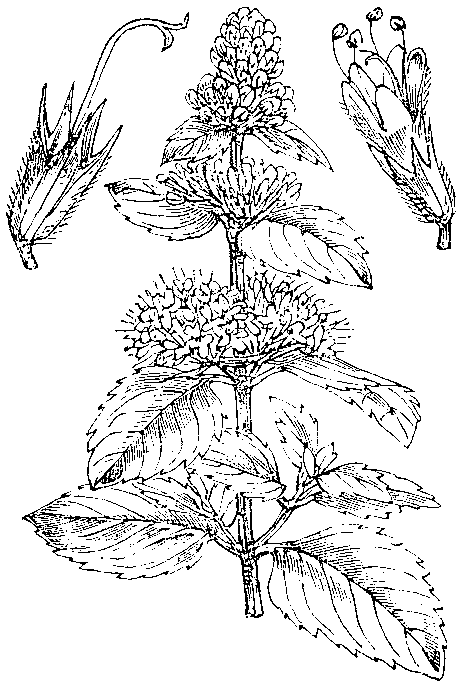
Illustration

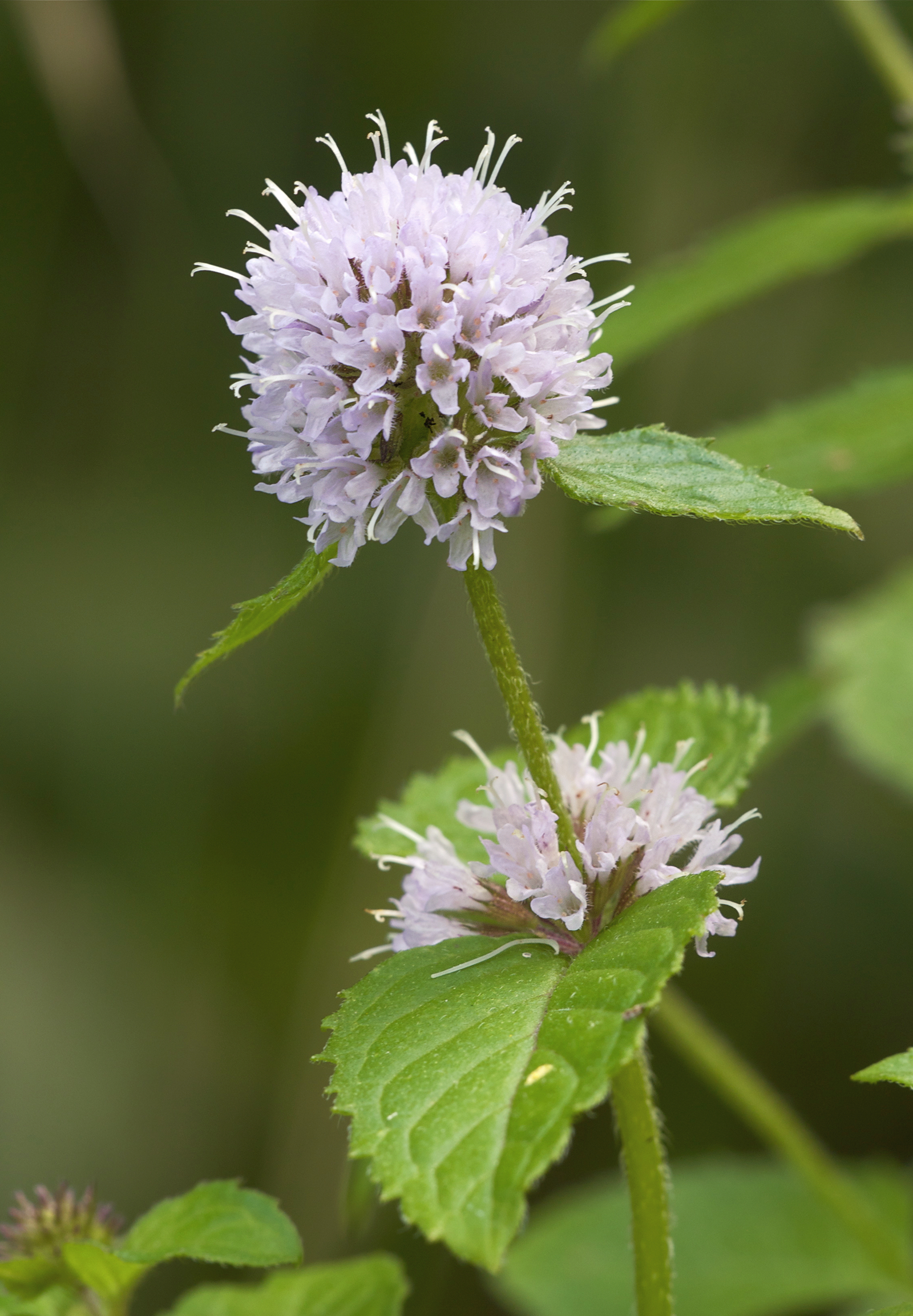
Gesamtblütenstand mit achselständigen, scheinquirligen Teilblütenständen und endständigem, kugeligem Teilblütenstand

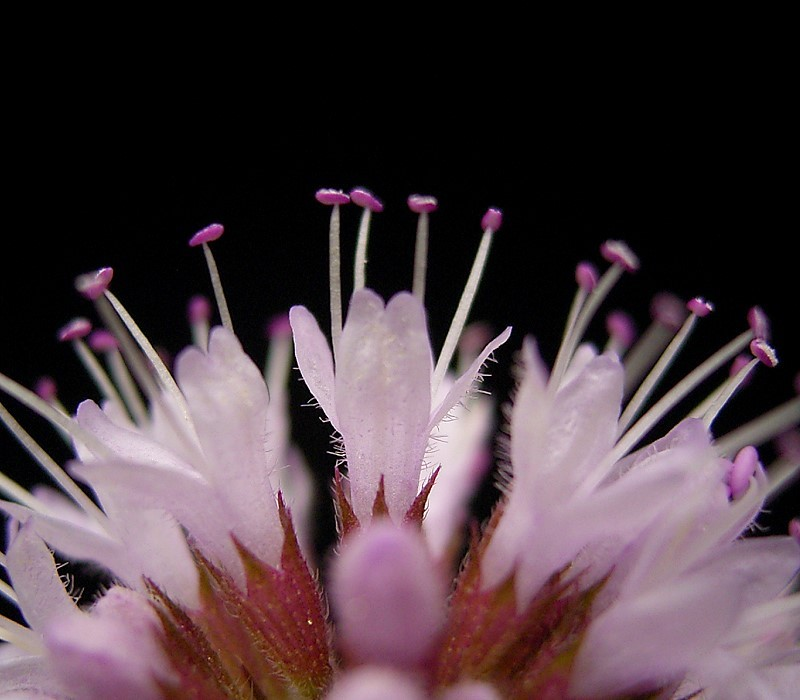
Zygomorphe, fünfzählige Blüten von der Seite mit Kelch, Krone und Staubblättern

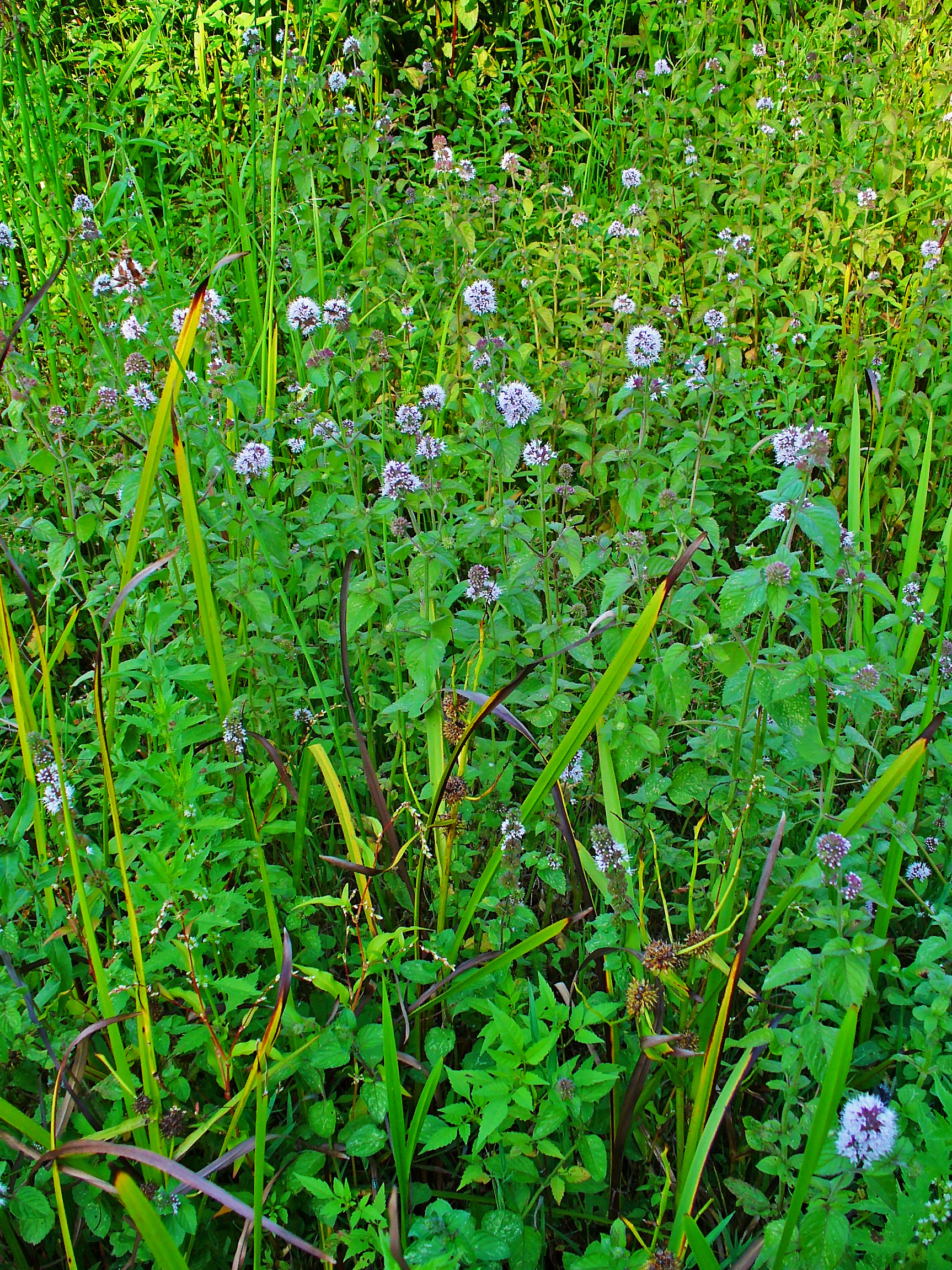
Habitus, Laubblätter und Blütenstand im Habitat

### Erscheinungsbild und Laubblatt
Die Wasserminze wächst als ausdauernde krautige Pflanze, die Wuchshöhen von meist 20 bis 50 (10 bis 150) Zentimeter erreicht. An Land werden unterirdische und im Wasser auch oberirdische Ausläufer gebildet. Der aufrechte und meist verzweigte Stängel ist vierkantig. 
Die gegenständig am Stängel angeordneten Laubblätter sind 3 bis 15 Millimeter lang gestielt. Die einfache Blattspreite ist eiförmig elliptisch, etwas derb und oft glänzend, mit gesägtem Blattrand. Die Blattspreite ist 2 bis 8 (bis 12)cm lang und 1 bis 4 (bis 6) cm breit. Es sind vier bis sechs Paare bogiger Fiedernerven vorhanden.

### Blütenstand, Blüte und Frucht
Die Blüten stehen dicht in den Achseln der oberen Blätter in stehenden, locker übereinander angeordneten Scheinquirlen und in einem endständigen kugeligen, kopfigen Teilblütenstand zusammen. 
Die Blüten sind zygomorph und fünfzählig mit doppelter Blütenhülle. Die fünf nur etwas ungleichen Kelchblätter sind teilweise röhrig verwachsen mit 13 Nerven und fünf lanzettlichen Kelchzähnen. Der Kelch ist etwa 4 Millimeter lang. Die fünf hellvioletten, rosafarbenen, fleischigrosafarbenen bis weißen Kronblätter sind unterschiedlich stark verwachsen und nur schwach zweilippig. Die Oberlippe ist meist so groß wie einer der drei Lappen der Unterlippe. Hierdurch scheint die Blüte fast regelmäßig vierspaltig. Von den vier geraden, fertilen Staubblättern sind zwei etwas länger. Der Griffel ragt meist weit aus der Blütenkrone heraus. Die Blütenkrone besitzt im Schlund eine Haarring.
Die Klausenfrüchte zerfallen in vier oben warzige, hellbraune Teilfrüchte. Jede Teilfrucht ist fast 1 Millimeter lang.

### Chromosomenzahl
Die Chromosomenzahl beträgt 2n = 96.

## Ökologie
Die Wasserminze ist ein Hemikryptophyt (Schaftpflanze) bzw. eine Sumpfpflanze und ein Ausläufer-Kriechpionier. Vegetative Vermehrung erfolgt wie bei allen Minzen-Arten durch ober- und unterirdische Ausläufer. Die Blätter enthalten ätherische Öle.
Die Blüten sind unscheinbare „Kleine Trichterblumen“. Der Nektar wird am Grunde der Blüte von einer großen Nektardrüse abgesondert und durch lange Innenhaare der Blütenkrone („Saftdecke“) geschützt. Die Pflanze ist meist unvollständig zweihäusig (gynodiözisch), d. h. neben zwittrigen Pflanzen gibt es auch weibliche mit kleineren Blüten (so wie bei allen Arten der Gattung Minzen). Die Blüten duften und werden deshalb intensiv von verschiedenen Insekten, beispielsweise Bienen, Schwebfliegen, Dipteren, Coleopteren, Lepidopteren, Neuropteren und Thysanopteren besucht.
Die Ausbreitung der Diasporen erfolgt über das Wasser (Hydrochorie).

## Vorkommen
Wasserminze ist in großen Teilen Europas und Afrikas zu finden. Des Weiteren ist sie auch in Makaronesien, auf Zypern, im Libanon, in Israel, in Palästina, der Türkei, im Kaukasus und im Iran verbreitet.
Die Wasserminze gedeiht in Mitteleuropa häufig in Röhricht- und Großseggen-Gesellschaften, an Ufern und Gräben, in Nass- und Moorwiesen, in Bruchwäldern und im Weidengebüsch. Bevorzugt wächst sie in etwas saurem, schlammigem Boden. Nach Ellenberg ist sie eine Halblichtpflanze, ein Mäßigwärmezeiger, ein Nässezeiger, ein Schwachsäure- bis Schwachbasezeiger. Sie wächst auf mäßig stickstoffreichen Standorten. Sie ist nach Oberdorfer eine Ordnungscharakterart der Stillwasser-Röhrichte im Süßwasser (Phragmitetalia). Sie kommt aber auch in Gesellschaften der Verbände Filipendulion, Alnion oder Salicion cinereae vor. Sie wächst auch unter Wasser bis zu einer Wassertiefe von 2 Metern und dann in sterilen, lange Ausläufer treibenden Formen.
In den Allgäuer Alpen steigt sie kaum bis zu einer Höhenlage von 1000 Metern auf. Im Kanton Wallis kommt sie noch bis 1400 Meter und in Graubünden bei Arosa bis 1700 Meter Meereshöhe vor.
Die ökologischen Zeigerwerte nach Landolt et al. 2010 sind in der Schweiz: Feuchtezahl F = 4+w+ (nass aber stark wechselnd), Lichtzahl L = 3 (halbschattig), Reaktionszahl R = 3 (schwach sauer bis neutral), Temperaturzahl T = 3+ (unter-montan und ober-kollin), Nährstoffzahl N = 3 (mäßig nährstoffarm bis mäßig nährstoffreich), Kontinentalitätszahl K = 3 (subozeanisch bis subkontinental).

## Geschichte als Arzneipflanze
Die Wasserminze (früher wie die Rossminze auch lateinisch als Balsamita oder Mentastrum bezeichnet) zählte neben dem Echten Mädesüß (Filipendula ulmaria) und dem Eisenkraut (Verbena officinalis) zu den heiligen Kräutern der Druiden. In Mittelalter und früher Neuzeit noch wurde die Wasserminze unter anderem gegen das „Seitenstechen“ eingesetzt.
Bereits im 16. Jahrhundert taucht auch der botanische Name Menta aquatica bei Eucharius Rößlin auf.

## Systematik

### Taxonomie
Die Erstveröffentlichung von Mentha aquatica erfolgte 1753 durch Carl von Linné.
Synonyme für Mentha aquatica L. sind unter vielen anderen: Mentha acuta Opiz, Mentha acutata Opiz, Mentha acuta Strail, Mentha hirsuta Huds., Mentha palustris Mill., Mentha dumetorum var. natalensis Briq., Mentha braunii Oborný, Mentha capitata Opiz, Mentha ortmanniana Opiz, Mentha riparia Schreb., Mentha aquatica subsp. caput-medusae Trautm. & Urum., Mentha aquatica subsp. ortmanniana (Opiz) Lemke.

### Botanische Geschichte
Je nach Autor gab es etwa zwei Unterarten, doch gelten sie als Synonyme:
- Mentha aquatica L. subsp. aquatica
- Mentha aquatica subsp. litoralis Hartm. (Syn.: Mentha litoralis (Hartm.) Neuman)

### Hybriden
Aus einer Kreuzung der Wasserminze (Mentha aquatica) mit der Grünen Minze (Mentha spicata) ging 1696 in einem Arzneigarten in England die Hybride Pfefferminze (Mentha ×piperita) hervor, die einen angenehmeren Duft und Geschmack hat als ihre Eltern.
Die Quirl-Minze (Mentha ×verticillata) ist eine Kreuzung zwischen der Ackerminze (Mentha arvensis) und der Wasserminze. Sie liegt in allen Merkmalen zwischen ihren beiden Eltern, ist oft etwas kräftiger und kann diese dann verdrängen.